# Abel Mus
Abel Mus, Abelardo Mus i Sanahuja, (Burriana, 22 de abril de 1907 – Picaña, 23 de enero de 1983) fue un violinista, pedagogo y compositor español.

## Biografía
Hijo de padre barbero, comienza a aprender música a los ocho años, juntamente a su hermano Vicent, en la Banda de la Sociedad Filarmónica de Burriana, con su director José María Ibáñez. 
Poco después se inicia en el mundo del violín con Vicent Tárrega (hermano de Francisco Tárrega) y dos años más tarde se traslada a Valencia, para estudiar con el violinista burrianense Joaquim Monzonís Ribera. 
Becado por la Diputación de Castellón, se marcha a París en 1920 a ampliar sus estudios. Primero con Bilewky; admitido en 1921 al Conservatorio de París, los continua con Alfred Brun y Émile Schwartz. En 1924 gana los primeros diplomas internacionales de solfeo y violín, los cuales eran los más importantes que ofrecía el centro. En 1926 consigue la Primera Medalla Internacional de Violín de la Escuela Superior de Música y Declamación de París, de la que en fue nombrado profesor posteriormente.

Se establece en Castellón de la Plana en 1932 donde funda, junto con Vicente Asencio, el Conservatorio de Música, que Mus dirige hasta 1938. Durante la Guerra Civil hace de intérprete de los brigadistas franceses convalecientes del hospital de Benicasim; estuvo destinado al Comisariado de Propaganda del Ejército de Levante y dio conciertos a los soldados de gran parte del territorio republicano. Durante el conflicto bélico adoptó el nombre de Abel, en lugar del de Abelardo con el que había sido bautizado.

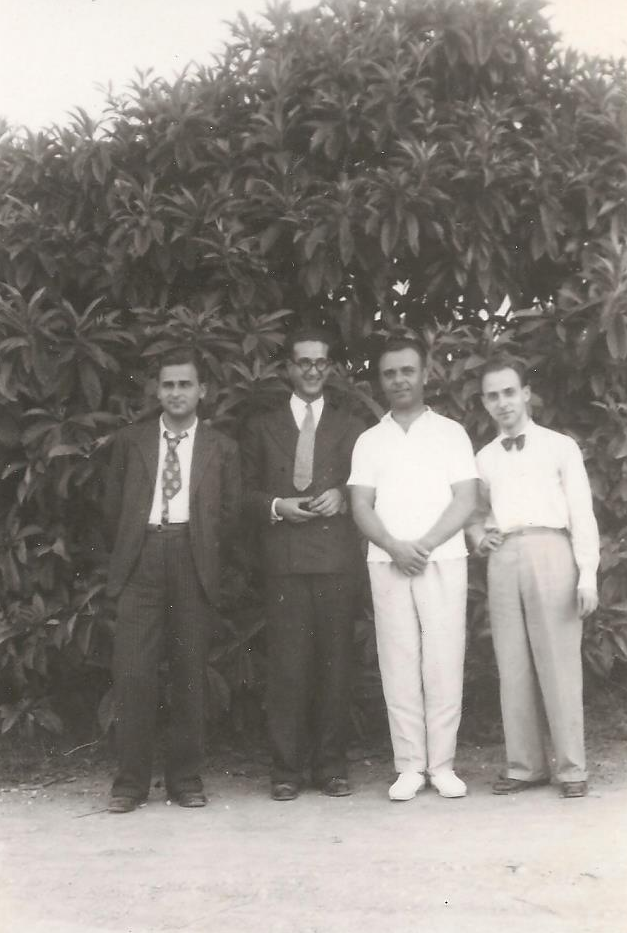
José Santacreu, Abel Mus, José Iturbi y Vicente Asencio (de izda. a dcha.). Castellón, años 1930.

Represaliado al acabar la guerra, tuvo problemas para poder volver a dar conciertos. En 1943 se convocaron oposiciones para fundar la Orquesta Municipal de Valencia y Abel ganó la plaza de concertino (primer violín). Al cargo de esta orquesta estuvo hasta su jubilación en 1972. La labor en la orquesta la desarrolló paralelamente a su carrera como solista y durante la década de los cuarenta ofreció una gran cantidad de conciertos por toda España, que le dieron una reputación y prestigio que pocos violinistas españoles tenían. 
Hay que resaltar dos importantes paréntesis en su estancia en la Orquesta de Valencia: el primero cuando se desplaza a Argentina para ofrecer una importante gira de conciertos, que finalizaron con diversas grabaciones para la Casa Odeón, y el segundo cuando formó parte en 1962-1963 de la Orquesta Nacional de Egipto, en El Cairo. 
En estos años también fue un tiempo director de la escuela municipal de música de Alcoy. De la orquesta de Valencia pasó a ocupar la maisma plaza en la Orquesta del Liceo de Barcelona (al menos hasta 1975 ).
Discípulos suyos han sido la violinista Josefina Salvador, los violinistas Gerardo Mesado Oliver y José Hernández Yago, y el viola Emilio Mateu.
Entre los años 1969 y 1976 colabora habitualmente en la revista Buris-ana, boletín de la Agrupació Borrianenca de Cultura.
El compositor Joaquín Rodrigo le dedicó las piezas La enamorada junto al pequeño surtidor y Pequeña ronda, que estrena en París (1928) el propio Abel junto a la pianista, y hermana suya, Encarnación Mus. 
Eduardo López-Chávarri le dedicó la obra In modo de sarabanda (1930) y le hizo en 1948 un arreglo propio para violín y piano de su pieza Variaciones para violín y orquesta.

## Obras
- Cançó de bressol.
- Escenes d'infant.
- Himno del Batallón Matteotti (1936), letra de José Santacreu.[3]
- Llegenda mora.
- Suite, para orquesta.

### Obras de Abel Mus
- Método(s) para el estudio del violín.
- Colaboraciones en la revista Buris-ana, Butlletí de l'Agrupació Borrianenca de Cultura (selección de artículos autobiográficos; lista completa, en Enlaces).
  - Carta al director núm. 125 (1972). Iniciación al estudio de la música, a los nueve años.
  - Tríptico núm. 131 (1973). Memórias de la Guerra Civil, 1938.
  - El gran salto núm. 132 (1973). Viaje a la Argentina, 1940.
  - Cuando yo ganaba dos duros por misa núm. 135 (1973).
  - El Danubio Azul núm. 137 (1974). Primer Concurso Internacional de Canto y Piano, Viena 1932.

### Obras sobre Abel Mus
- Roberto Roselló Gimeno Més sobre Mus, publicado en Buris-Ana 197 (2005)
- Gerardo Mesado Oliver Recordant Abel Mus, publicado en Buris-Ana 195 (2005)